# Calle Feria (Albacete)
La calle Feria o calle de la Feria es una de las calles más antiguas y emblemáticas de la ciudad española de Albacete. Esta importante arteria conecta el centro con el Recinto Ferial de Albacete y se bifurca en dos para dar cabida al paseo de la Feria.

## Historia

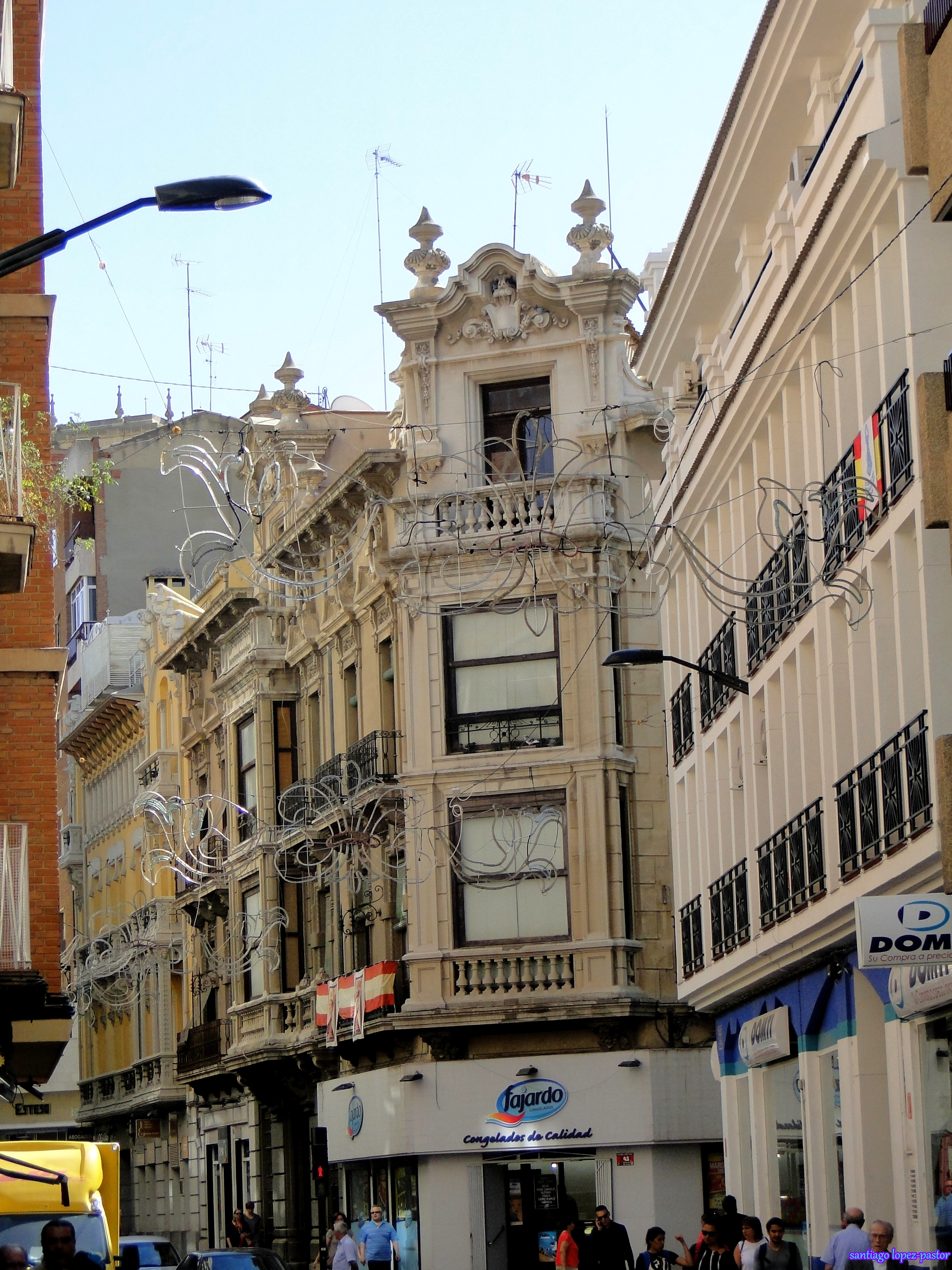
Edificios históricos de la vía

La calle Feria es una de las más antiguas de Albacete. Ya en 1730 se tienen datos de su existencia.
En la calle nació el 17 de agosto de 1812 Mariano Roca de Togores y Carrasco, primer márques de Molins, fundador de la Real Academia Española, ministro y embajador. Lo hizo en la antigua Casa Alfaro, que estaba situada en el número 3, debido a que su padre, el conde de Pinohermoso, había echado de su palacete del Altozano a su madre, que, embarazada de siete meses, fue acogida por los Alfaro. El 7 de octubre de 1903 el ayuntamiento colocó en la casa Alfaro una losa en conmemoración del nacimiento del ilustre albaceteño.
Uno de los edificios más emblemáticos de la calle es la casa Perona, edificio señorial construido en 1783 que contribuyó de manera decisiva a su auge. Es el ejemplo más antiguo de arquitectura civil barroca que existe en la ciudad. Recibió su denominación por Benedicto Perona Escribano, último dueño de la vivienda en 1932. Sin embargo, anteriormente se le conocía como casa Carcelén, apellido de su primer inquilino, el gobernador civil de Albacete, Miguel Fernández Cantos Carcelén.
El 22 de agosto de 1812 José Bonaparte y toda su corte se alojaron en la Casa Perona cuando huían de España camino de Valencia procedentes de Madrid.
La casa Perona tiene dos plantas, con la fachada de color naranja, y destaca su cúpula de influencia levantina, con tejas de vidrio de color azul y blanco. Actualmente alberga la sede central de la Delegación de la Junta de Comunidades de Castilla-La Mancha en Albacete.
Junto a la casa Perona se ubicaba la churrería Margarita, que fue demolida para abrir la bocacalle de la calle Feria con el callejón de las Portadas.
Más adelante se sitúa el Ateneo de Albacete, creado en 1880, que fue uno de los focos culturales más importantes de la ciudad en su origen.
La calle se bifurca en dos tramos a ambos lados del paseo de la Feria a la altura del escudo de Albacete y del molino de la Feria, uno de los monumentos más representativos de la ciudad, inaugurado en 1979. En realidad, se trata de dos molinos unidos por una noria, y es uno de los lugares de encuentro más famosos de la capital, especialmente durante la Feria de Albacete. La fuerza del agua de su fuente mueve la noria, y tiene dos banderas en su parte superior: la de la ciudad de Albacete y la de la Junta de Comunidades de Castilla-La Mancha.[cita requerida]

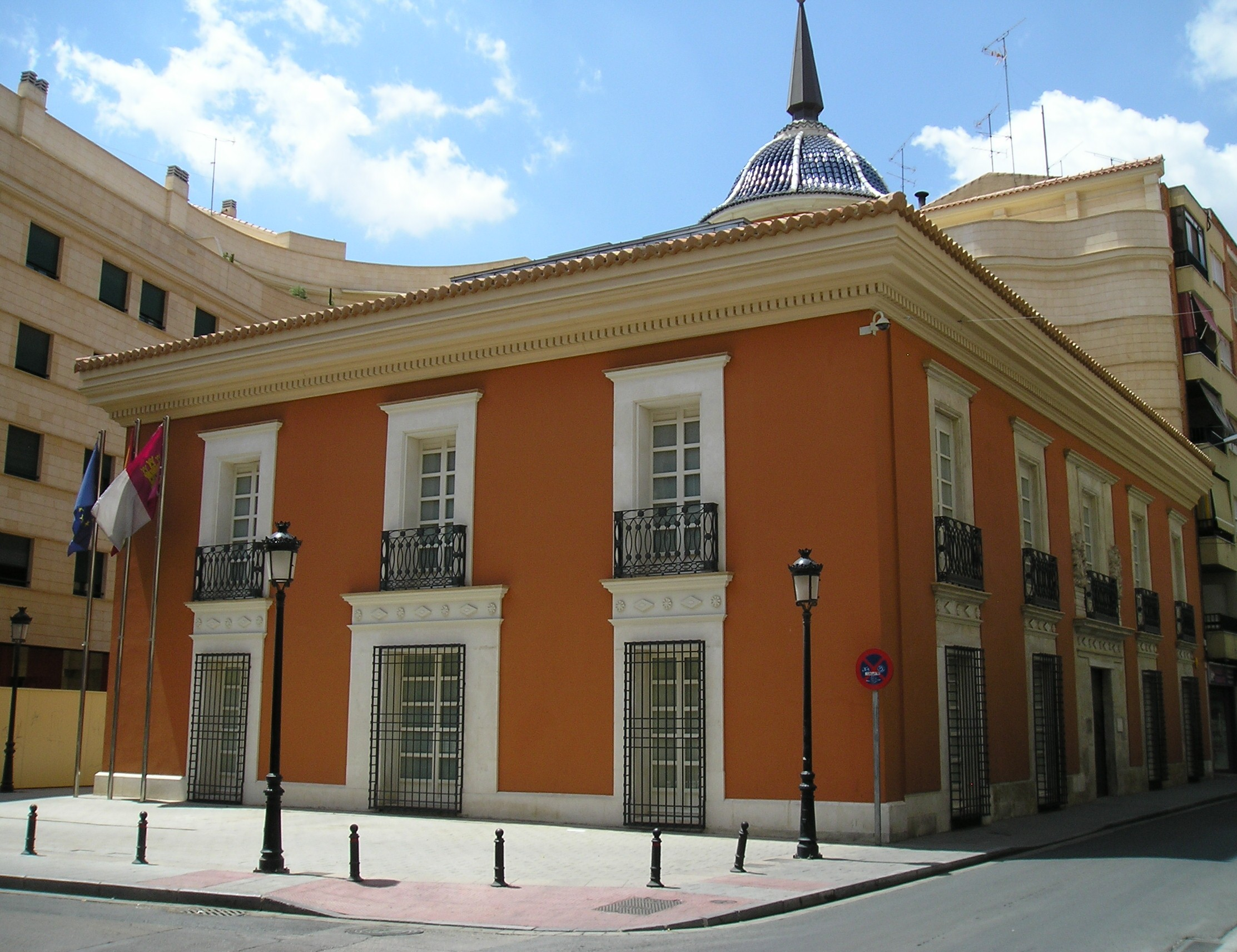
Casa Perona, sede de la Delegación de la Junta de Comunidades de Castilla-La Mancha en Albacete

En el tramo de la calle superior al paseo de la Feria se encuentra la plaza de toros de Albacete, una de las más importantes de España, inaugurada el 9 de septiembre de 1917. Cuenta con capacidad para 12 000 espectadores y entre los festejos taurinos que se celebran en ella destaca la Feria Taurina de Albacete, cuya celebración coincide con la Feria de Albacete. A la derecha de la puerta principal de la plaza se puede ver la escultura del torero Chicuelo II y a la izquierda el monumento a Dámaso González.
A la izquierda se sitúa el parque de los Jardinillos, uno de los más antiguos y emblemáticos de la ciudad, con 12 870 metros cuadrados. Destaca su templete de estilo decimonónico ideado para la realización de conciertos al aire libre.

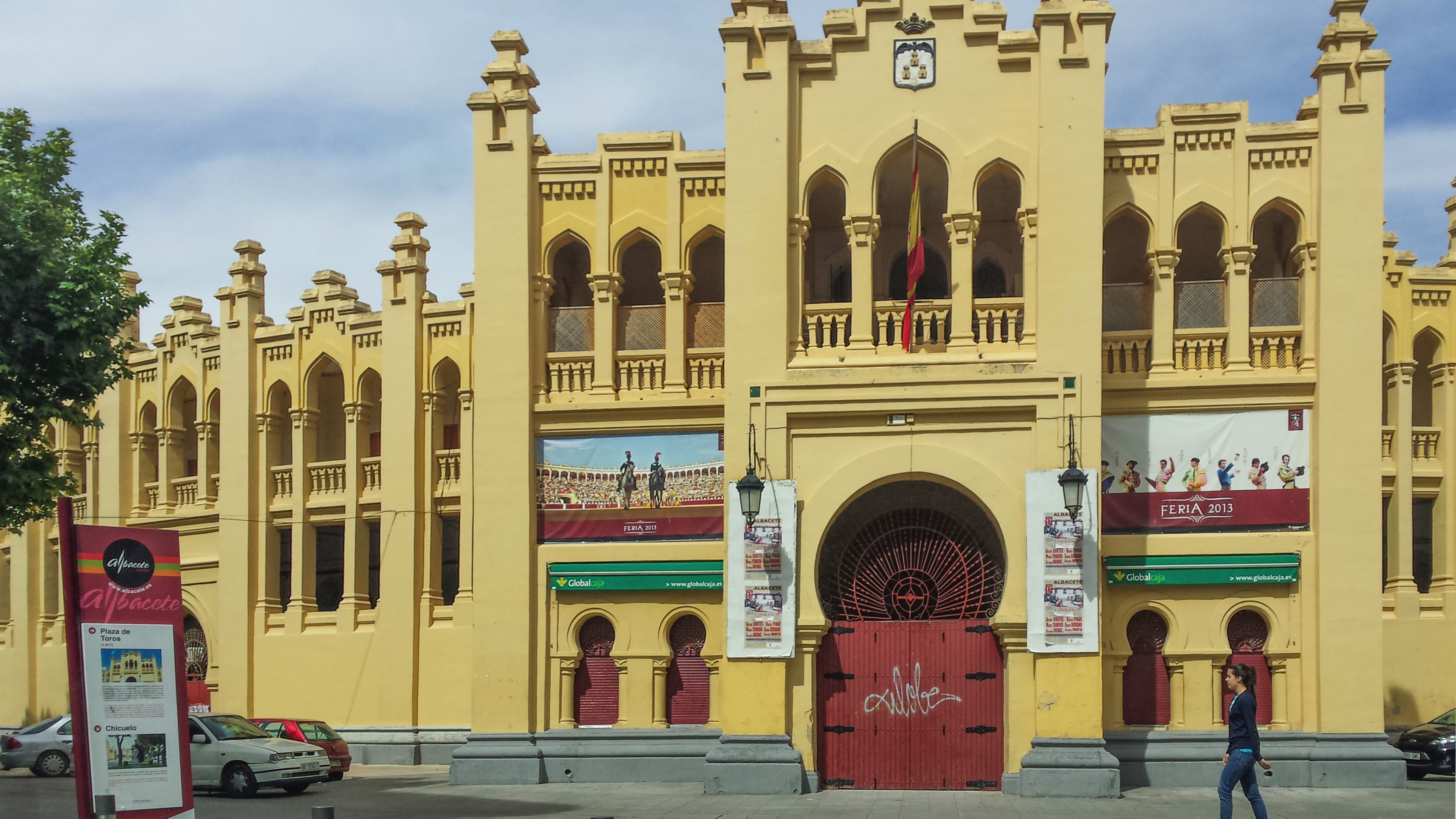
Puerta grande de la plaza de toros de Albacete

Entre el parque y la plaza de toros se encuentra la réplica de la original Puerta de Hierros de Albacete, destruida y sustituida en 1974 por la Puerta de Hierros actual. Esta réplica fue inaugurada el 7 de septiembre de 2010, con motivo del tercer centenario de la confirmación de la Feria de Albacete. Con un coste de 100 000 €, fue obra del servicio de arquitectura de la Diputación de Albacete y de los artesanos Lauren García y José Enrique Melero.

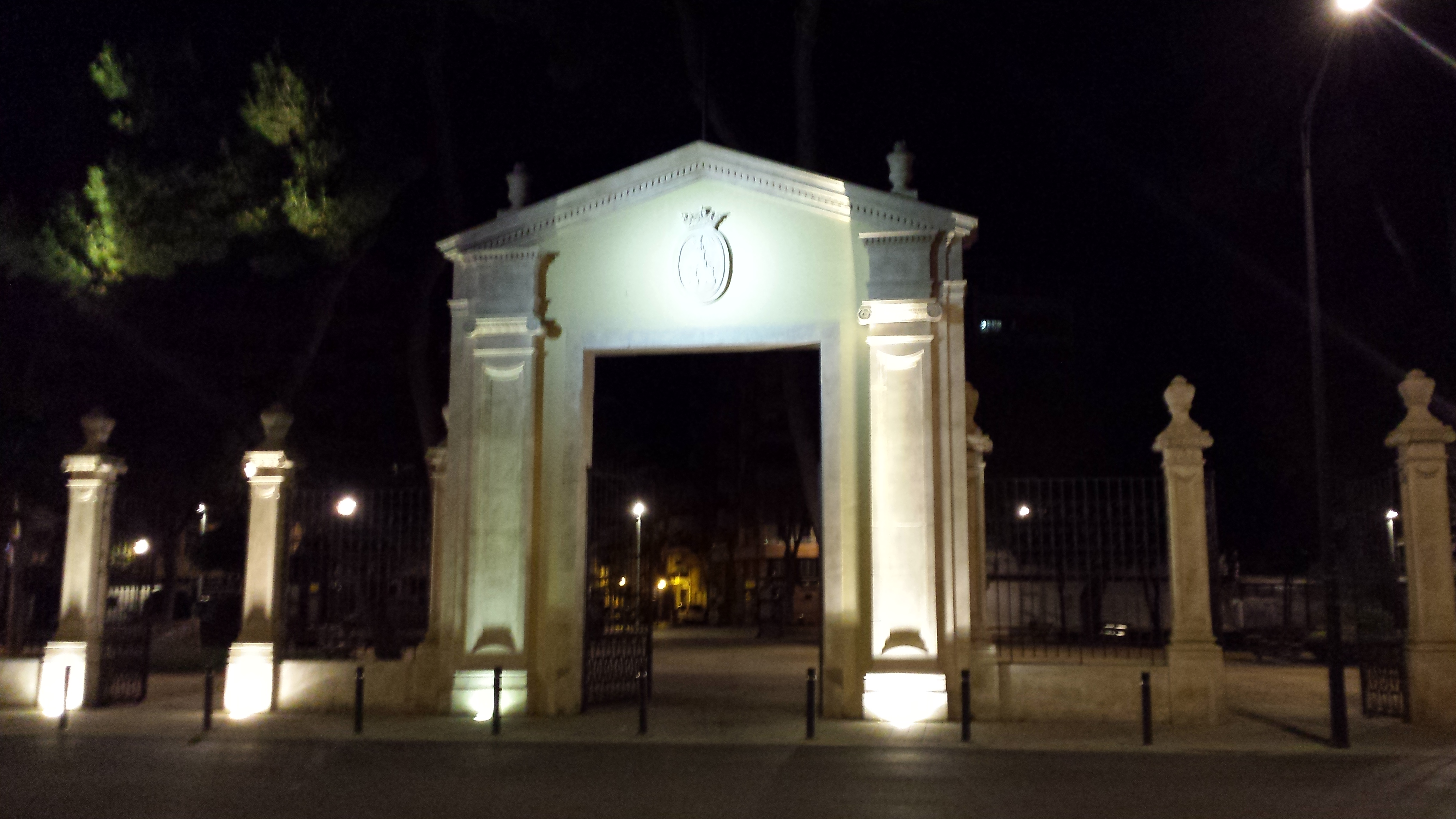
Antigua Puerta de Hierros de Albacete

Más adelante, junto al parque de los Jardinillos, se sitúa la emblemática Caseta de los Jardinillos, recinto multiusos al aire libre diseñado para albergar todo tipo de eventos, espectáculos y conciertos situado al final del paseo de la Feria, que cobra su mayor protagonismo durante la Feria de Albacete, cuando acoge los clásicos conciertos de la Caseta de los Jardinillos, en los que actúan algunos de los artistas más destacados de la escena nacional e internacional. Cuenta con capacidad para 6300 espectadores: 3500 de pie, 1600 sentados y 1200 sentados en mesas.
En el tramo que discurre al sur del paseo de la Feria destaca el pabellón de la Feria, con capacidad para 1800 espectadores. Fue inaugurado en 1987 y alberga, además del pabellón polideportivo, una sala de usos múltiples y galería de tiro con arco.